# 麦克维尔 (北达科他州)
麦克维尔（英語：McVille），是美国北达科他州下属的一座城市。根据2010年美国人口普查，该市有人口349人。2011年估计该市有人口341人，相对于2010年，增长率为?2.29%。